# Beyond Glory (documental)
Beyond Glory es un documental bélico estadounidense de 2015, dirigido por Larry Brand, escrito por Stephen Lang, musicalizado por Robert Kessler y Ethan Neuburg, en la fotografía estuvieron Jake Boritt y Thomas L. Callaway, los protagonistas son Gary Sinise y Stephen Lang. Esta obra fue realizada por Young Gunner Films, 8180 Films y Lightstorm Entertainment; se estrenó el 14 de octubre de 2015.

## Sinopsis
En este documental se da a conocer la historia de ocho miembros de las fuerzas armadas que lograron obtener medallas de honor.